# Kostel svatého Vojtěcha (Litoměřice)
Kostel svatého Vojtěcha v Litoměřicích je barokní sakrální památka v místech staré osady Zásada v Litoměřicích. Je chráněn jako kulturní památka České republiky.

## Historie
Kostel byl poprvé zmiňovaný k roku 1363. V letech 1703 – 1708 jej barokně přestavěl Octavio Broggio, patrně podle staršího návrhu svého otce Giulia z roku 1689.

## Architektura

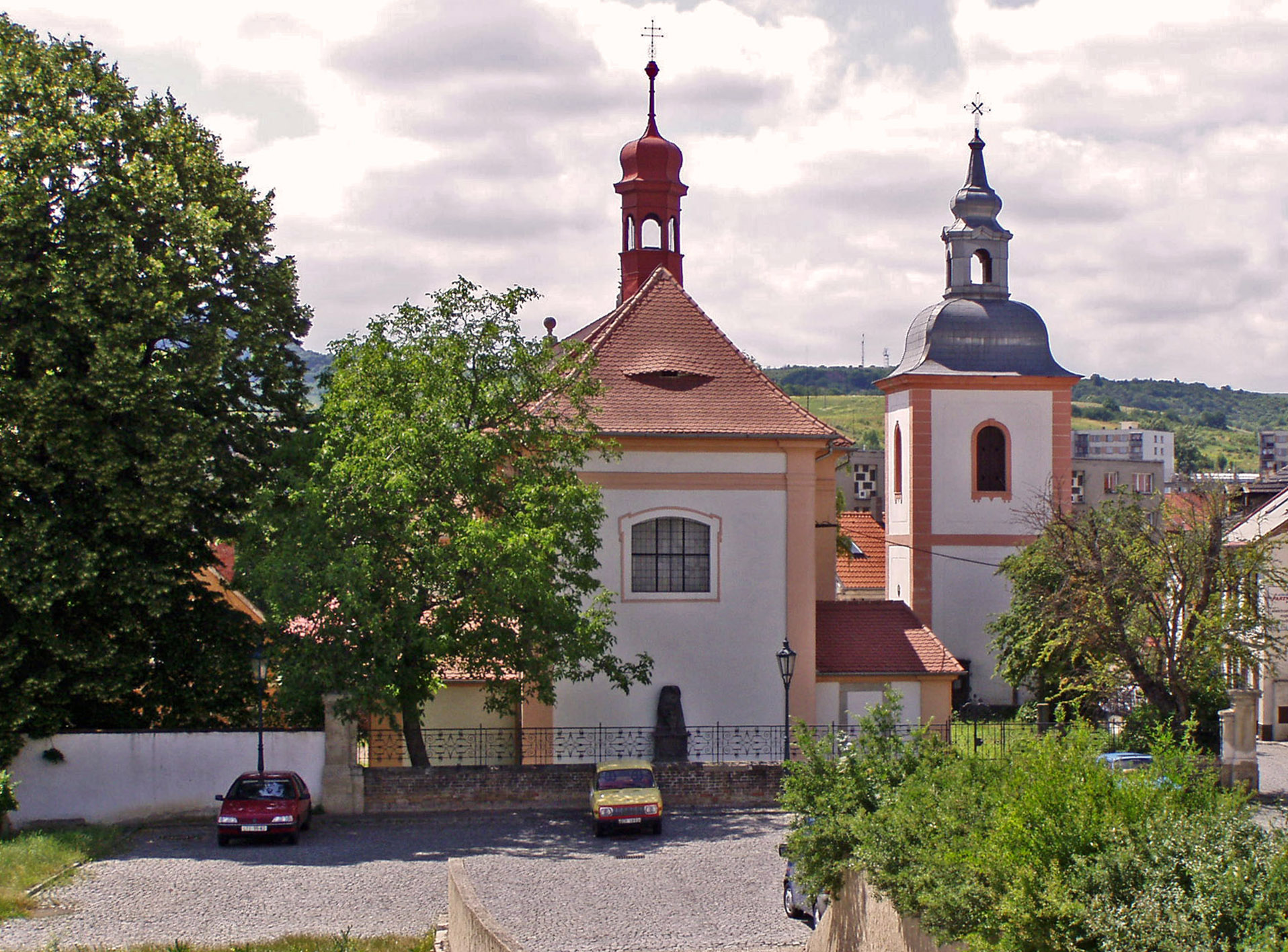
Závěr litoměřického kostela sv. Vojtěcha a zvonice

### Exteriér
Kostel je podélný, jednolodní, s odsazeným a ploše uzavřeným presbytářem s přístavky sakristií. Průčelí dvoudílné s rizalitem, pilastry a volutovým štítem. Před hlavním portálem nová předsíň. Na bocích pilastry a okna segmentově sklenutá.

### Interiér
Uvnitř je valená klenba s lunetami. Zařízení pochází z roku 1879. V kostele jsou pneumatické varhany od Heinricha Schiffnera. V kostele se nalézá obraz sv. Vojtěcha. Za jeho restaurování v roce 1915 vyplatil spolek diecézního muzea litoměřickému malíři a restaurátorovi Eberhardu Eysertovi sto korun.

### Zvonice
V rohu přilehlého hřbitova je věžovitá zvonice hranolovitého typu z roku 1774 s bání. V otevřeném přízemí pak renesanční figurální náhrobek Bedřicha Sezymy z roku 1582 s novějším nápisem. Pod věží se nachází kostnice. Při stěnách kostela a na hřbitově jsou další renesanční a empírové náhrobky.